# Constantin von Dietze

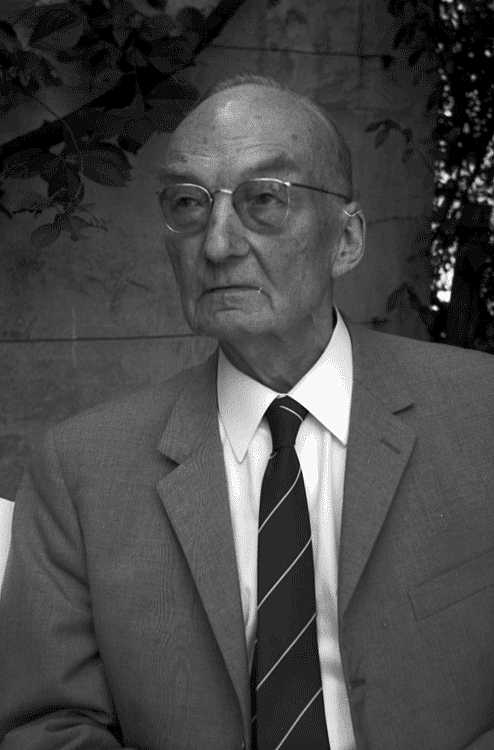
Constantin von Dietze (1971)

Friedrich Carl Nicolaus Constantin von Dietze (* 9. August 1891 in Gottesgnaden; † 18. März 1973 in Freiburg im Breisgau) war Agrarwissenschaftler, Jurist, Volkswirt und Theologe. Er war in der Zeit des Nationalsozialismus in der Bekennenden Kirche (BK) und im Freiburger Kreis aktiv und setzte sich seit 1938 für eine von der christlichen Ethik bestimmte neue Wirtschaftsordnung eines demokratischen Deutschlands ein. Constantin von Dietze war ein Enkel von Adolph von Dietze.

## Ausbildung und Beruf
Constantin von Dietze machte 1909 Abitur in Schulpforta bei Bad Kösen und studierte dann Rechts- und Staatswissenschaften in Cambridge, Tübingen und Halle (Saale). In Tübingen wurde er Mitglied der A.V. Igel. Nach seinem ersten juristischen Examen 1912 wurde er Referendar an den Amtsgerichten in Staßfurt und Breslau. Im Ersten Weltkrieg war er Ulanen-Leutnant an der Ostfront und geriet in russische Kriegsgefangenschaft. 1918 konnte er daraus fliehen. Er wurde zunächst Dolmetscher für Russisch, Englisch und Französisch. 1919 promovierte er in Breslau zum Dr. rer. pol. (Politikwissenschaft). Dann wurde er Mitarbeiter am Forschungsinstitut für Agrar- und Siedlungswesen in Berlin unter seinem Doktorvater, dem Wirtschaftswissenschaftler Max Sering, wo er sich 1922 auch habilitierte.
1924 lehrte von Dietze Agrarwissenschaft in Göttingen, 1925 zudem als Gastdozent in Rostock. 1927 wurde er ordentlicher Professor in Jena; 1933 wurde er an die Friedrich-Wilhelms-Universität nach Berlin berufen.

## Als Christ gegen den Nationalsozialismus
Nach Adolf Hitlers Machtergreifung wurde von Dietze an seinem Wohnort Potsdam in der dortigen Heilig-Geist-Gemeinde aktives Mitglied der Bekennenden Kirche. 1934 wählte ihn seine Landeskirche in den Bruderrat der BK.
Im November 1936 wollten die Behörden ihn nach Jena zwangsversetzen; dies konnte er zunächst abwenden. Wegen des nationalsozialistischen Einflusses an der Berliner Universität wechselte er jedoch zum Sommersemester 1937 an die Albert-Ludwigs-Universität Freiburg. Als er seine Familie im Juli des Jahres in Potsdam besuchte, verhaftete man ihn wegen seiner Tätigkeit in der BK und zeigte ihn wegen Hausfriedensbruchs und Störung eines Gottesdienstes an. Die Anzeige wurde jedoch fallengelassen.
In Freiburg begründete von Dietze mit zwei Kollegen, den Nationalökonomen Adolf Lampe und Walter Eucken, eine Arbeits- und Gesprächsgemeinschaft, die „Arbeitsgemeinschaft Erwin von Beckerath“, den später so genannten dritten Freiburger Kreis. Dieser hatte Kontakte zum konspirativen Widerstand gegen den Nationalsozialismus, u. a. zu Carl Friedrich Goerdeler. 1943 regte Dietrich Bonhoeffer die Freiburger an, eine geheime Denkschrift zur Neuordnung Deutschlands auf der Basis des christlichen Gewissens zu verfassen; diese sollte zugleich das Programm der BK für eine ökumenische Weltkirchenkonferenz nach dem Krieg sein. Am Ergebnis war von Dietze neben Gerhard Ritter maßgeblich beteiligt.
Wegen seiner Mitarbeit an dieser Denkschrift und der Kontakte zu Bonhoeffer und Goerdeler wurde von Dietze im September 1944 im Rahmen der Aktion Gitter verhaftet und wegen Hoch- und Landesverrats angeklagt. Er wurde u. a. in das Konzentrationslager Ravensbrück und schließlich in das Zellengefängnis Lehrter Straße 3 in Berlin verbracht. Er gehörte zu den wenigen politischen Häftlingen, die nicht in Plötzensee hingerichtet, sondern in den letzten Kriegstagen des Mai 1945 freigelassen wurden.

## Wissenschaftliches Arbeiten
Als Mitinitiator des oppositionellen Freiburger Bonhoeffer-Kreises verfasste von Dietze zusammen mit Walter Eucken und Adolf Lampe den Anhang „Wirtschafts- und Sozialordnung“, der in vielen Teilen einem frühen Manifest der Sozialen Marktwirtschaft gleicht. Hierzu haben seine theoretischen Beiträge zur Volkswirtschaftslehre und zur modernen Agrarökonomie beigetragen.

## Nachkriegstätigkeiten und Ehrungen
Nach seiner Rückkehr nach Freiburg am 17. Juni 1945 nahm er seine Lehrtätigkeit an der dortigen Universität sofort wieder auf und bekleidete 1946 bis 1949 deren Rektorat; zudem war er Direktor des Instituts für Agrarwissenschaften. Dieses führte die Arbeiten der deutschen Gruppe der International Conference of Agricultural Economists fort. Von Dietze gründete zudem eine Forschungsgesellschaft für Agrarpolitik und Agrarsoziologie, deren Vorsitzender er bis zu seinem Tod blieb.
1948 ernannte die Theologische Fakultät der Universität Göttingen von Dietze zum Ehrendoktor der Theologie, um ihn für seinen Einsatz für christliche Lebensführung und Ethik im Wirtschaftsbereich auszuzeichnen. 1950 wurde er Mitglied im Beirat beim Bundesministerium für Ernährung, Landwirtschaft und Forsten. 1955 bis 1961 wählte die Synode der Evangelischen Kirche in Deutschland (EKD) ihn zu ihrem Präses. 1960 ernannte ihn die Landwirtschaftliche Fakultät in Bonn zum Dr. agr. h. c. 1958 erhielt er das Große Bundesverdienstkreuz, 1961 das Bundesverdienstkreuz mit Stern.

## Schriften
- Beurteilung der Stolypin’schen Agrarreform und Feldgemeinschaft. 1920
- Die ostdeutschen Landarbeiterverhältnisse seit der Revolution. 1922
- Die deutsche Landwirtschaft und die neue Handelspolitik. 1925
- Deutschlands gegenwärtige Agrarkrisis. 1930
- Landwirtschaft und Wettbewerbsordnung. 1942
- Nationalökonomie und Theologie (= Das christliche Deutschland 1933 bis 1945. H. 8). Furche, Tübingen 1947
- Gedanken und Bekenntnisse eines Agrarpolitikers. Gesammelte Aufsätze. 1962
- Grundzüge der Agrarpolitik. 1967
- Pflicht im Widerstreit der Verpflichtungen. 1980

Ko-Autor
- Wörterbuch der Volkswirtschaft. 1930/32